# Casa al carrer del Puig, 3-5 (Sant Hipòlit de Voltregà)
La Casa al carrer del Puig, 3-5 és una obra de Sant Hipòlit de Voltregà (Osona) inclosa a l'Inventari del Patrimoni Arquitectònic de Catalunya.

## Descripció
La situació de la casa, en un xamfrà de cantonada força oberta, sembla haver condicionat no sols la seva planta, sinó també la pròpia façana, concebuda com si fos plana, i no pas com a doble. La coberta és de teula àrab i de dues vessants, i consta de planta baixa, pis i golfes. Al que seria el centre de la façana es troba la porta principal amb una llinda esculpida. Al primer pis hi ha tres balcons distribuïts de forma asimètrica, que es compaginen amb dues finestres grans i una tercera de petites proporcions. A les golfes hi ha tres finestres idèntiques i disposades de forma simètrica amb relació a la porta.

## Història
Aquesta casa va ser construïda a la primera meitat del segle xviii, tal com es desprèn de les nombroses llindes que tenen inscrita una data: 1751 a l'entrada principal; 1729 a la finestra de sobre la porta; 1736 i 1729, a les finestres del carrer del Puig; 1714, 1721 i 1744 al carrer de la Gleva; i finalment 1736, en dues llindes al damunt de la porta d'entrada principal. Per bé que actualment està dividida en pisos, havia estat concebuda com a unitària.